# Wiśniówka (powiat staszowski)
Wiśniówka – osada leśna (gajówka) w Polsce położona w województwie świętokrzyskim, w powiecie staszowskim, w gminie Rytwiany.
W latach 1975–1998 miejscowość administracyjnie należała do województwa tarnobrzeskiego.